# صناعة النفط في كولومبيا

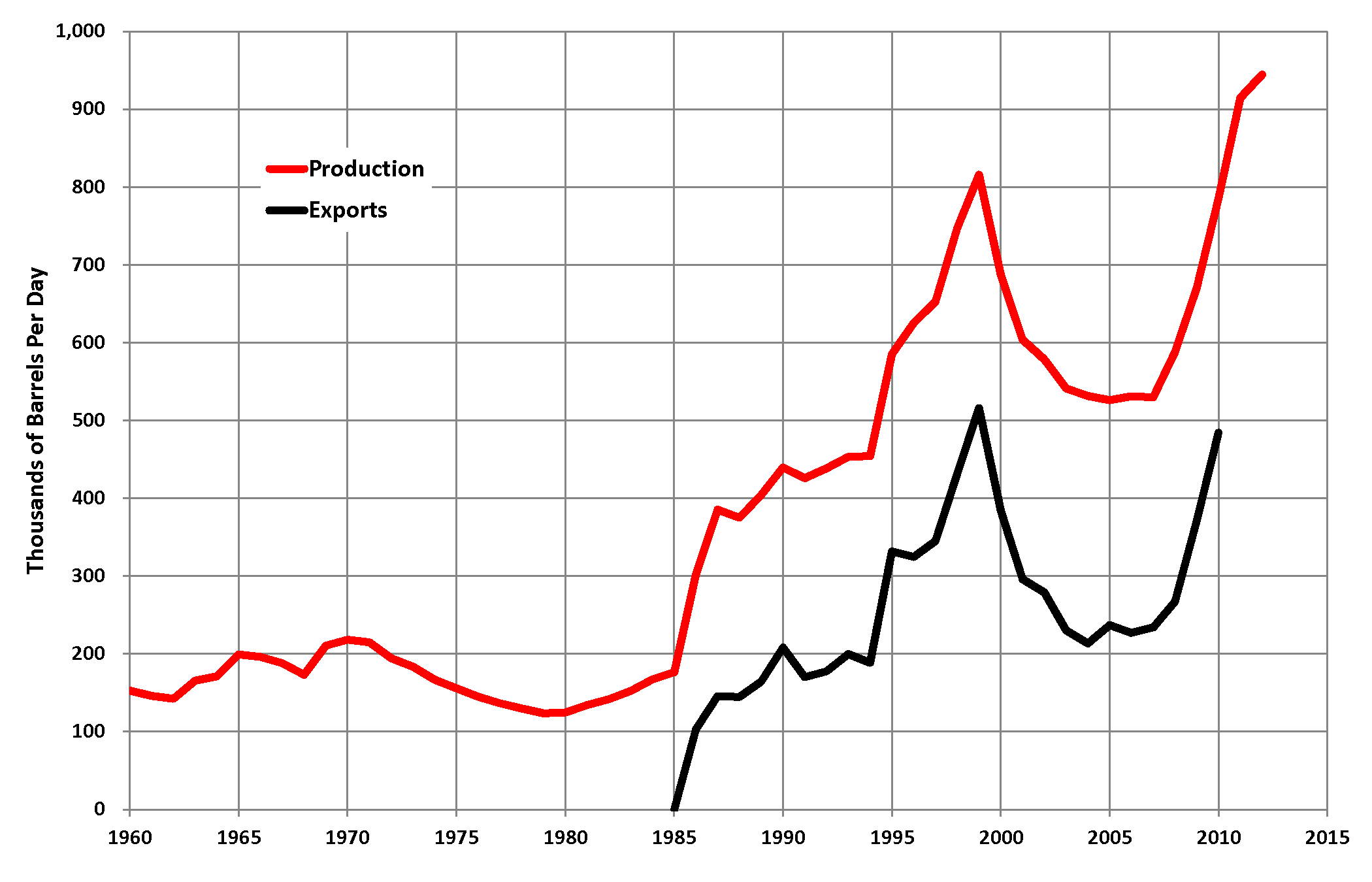
إنتاج البترول الكولومبي (أحمر) وصادراته (أسود)

صناعة النفط في كولومبيا تعد الصناعة النفطية مساهم مهم في اقتصاد كولومبيا.

## البترول
أصبحت كولومبيا دولة مصدرة للنفط في منتصف الثمانينيات وظلت كذلك، نتيجة للتغييرات السياسية التي أجريت في عام 2003. تصدر كولومبيا حوالي نصف إنتاجها، معظمه إلى الولايات المتحدة. على الرغم من أن حصة النفط في الناتج المحلي الإجمالي ظلت بين 2 و4 في المائة منذ عام 1990، إلا أن حصتها من إجمالي الصادرات الكولومبية تراوحت بين 20 و30 في المائة منذ عام 1995، وقد ولّدت إيرادات مهمة للمالية العامة للبلاد. في عام 2006 استحوذ النفط ومشتقاته على 26 في المائة من إجمالي الصادرات (18.6 في المائة للنفط و7.4 في المائة للمشتقات). النفط مهم بشكل خاص بسبب آثاره المالية، والتي تشمل عدة أبعاد.
تعتبر مؤسسة البترول الكولومبية المملوكة للدولة (إيكوبترول) مصدرًا مهمًا ومصدرًا مهمًا للربح. تدعم الحكومة أيضًا البنزين وأنواع الوقود الأخرى عن طريق بيعها محليًا بسعر أقل من سعر السوق الدولي المماثل، ويتم توجيه هذا الدعم من خلال شركة إيكوبترول. في عام 2004 أشارت التقديرات التقريبية إلى أنه بينما كانت الحكومة المركزية تعاني من عجز مالي يبلغ حوالي 5 في المائة من الناتج المحلي الإجمالي، كانت إيكوبترول تنتج - بعد خصم الضرائب والإعانات المحلية - فائضًا يقارب 3 في المائة من إجمالي الناتج المحلي. بالإضافة إلى ذلك كان لدعم الوقود المحلي تكلفة مالية تتراوح بين 1 و2 نقطة مئوية من الناتج المحلي الإجمالي.
منذ عام 1974 طبقت كولومبيا نظام عقود الشراكة، حيث يتم تقسيم أرباح التنقيب عن النفط إلى النصف بين الحكومة الوطنية والمستثمرين من القطاع الخاص الوطنيين والأجانب. ضمن هذا الإطار زاد إنتاج النفط في كولومبيا بشكل كبير في عام 1986، عندما بدأ حقل نفط كانيو ليمون العمل، وتم تعزيزه في عام 1995 عندما بدأ الإنتاج في حقول النفط في كوسيانا وكوبياغوا. جاءت ضريبة أعلى على إنتاج النفط في عام 1989 مع المزيد من الضرائب على أرباح شركات النفط في عام 1994. وقد لعبت هذه الإجراءات غير المواتية لمستثمري القطاع الخاص دورًا رئيسيًا في تقليل معدل التنقيب. ونتيجة لذلك فإن احتياطيات النفط التي زادت بنسبة 600 في المائة في ذروتها بين عامي 1978 و1992 آخذة في الانخفاض منذ ذلك الحين. وبالمثل بدأ إنتاج النفط الذي زاد أكثر من 400 في المائة بين 1979 و1999 عندما بلغ ذروته عند 838 ألف برميل يوميًا، فترة من التراجع حيث بلغ إجمالي إنتاجها 529 ألف برميل يوميًا في عام 2006.
في عام 1999 أدى فقدان اهتمام المستثمرين من القطاع الخاص إلى انخفاض نصيب الدولة من الدخل المتراكم، من 50 في المائة إلى 30 في المائة من إجمالي الدخل النفطي. في عام 2000 عدلت الحكومة نظام الإتاوات، مع معاملات متغيرة تعتمد على الإنتاج وتتراوح من 5 في المائة إلى 25 في المائة. على الرغم من تغيير النظام الضريبي لتشجيع الاستكشاف، إلا أن استثمارات القطاع الخاص كانت بطيئة في الانتعاش، من بين أسباب أخرى لأن قطاع النفط كان هدفًا مباشرًا للجماعات المتمردة. على الرغم من عدم الإعلان عن اكتشافات رئيسية جديدة ولم يكن من المتوقع إنتاج طاقة إنتاجية جديدة قبل عام 2010 فقد زاد إنتاج النفط في عام 2008.
تعتبر النظرة المستقبلية لإمدادات النفط معقدة اعتبارًا من عام 2010 بسبب الاتجاه إلى انخفاض احتياطيات النفط والزيادة الحادة في أسعار النفط الدولية في عام 2008. كانت الحكومة تدرس مجموعة متنوعة من الخيارات لضمان توفير إمدادات مناسبة من الطاقة للأمة ككل. في عام 2003 تم إدخال تغييرات مهمة في السياسة النفطية أدت إلى زيادة التنقيب والإنتاج واحتياطيات النفط والغاز. من بين هذه التغييرات الفصل بين أدوار الدولة: فقد اضطلعت شركة إيكوبترول بدور مشغل يتمتع بقدر أكبر من الاستقلالية والقدرة على المنافسة. أصبحت الوكالة الوطنية للهيدروكربونات الجديدة مسئولة عن الموارد. يجب أن تمنح ضريبة الطوارئ الحكومة حصة من الأرباح عندما تكون أسعار النفط أعلى من حد سعر معين. كما يتم الترويج للغاز الطبيعي المضغوط، والديزل الحيوي، والإيثانول كخيارات لزيادة الإمدادات المحلية من موارد الطاقة في البلاد.
في عام 2007 بدأت إيكوبترول طرح أسهم عامة من أجل تمويل نموها، وزيادة المساءلة وتحسين قدرتها على التنافس مع شركات النفط الأخرى. في البيع الأولي لـ 10.1 في المائة من الشركة، اشترى ما يقرب من 500 ألف مستثمر كولومبي أسهماً في الشركة والتي كانت مدرجة في البورصة الكولومبية في نفس العام، ومن المتوقع أن تبيع 9.9 في المائة إضافية من أسهمها قبل نهاية العقد. كأكبر شركة في كولومبيا يجب أن تقدم إيكوبترول دفعة كبيرة للمستوى العام للمعاملات في البورصة الكولومبية. لا تستطيع طاقة التكرير تلبية الطلب المحلي، لذلك يجب استيراد بعض المنتجات المكررة وخاصة البنزين. هناك خطط لبناء مصافي جديدة قيد التطوير.

## الغاز الطبيعي
كان إنتاج كولومبيا من الغاز الطبيعي في عام 2007 مخصصًا بالكامل للاستهلاك المحلي، عندما بلغ 7.7 مليار متر مكعب، أو 0.3 في المائة من الإنتاج العالمي. في عام 2005 كان لدى كولومبيا ما يقدر بنحو 4 تريليونات قدم مكعب من احتياطيات الغاز الطبيعي التجارية التي يجب أن تستمر حتى حوالي عام 2022. وقد تم استخدام هذه الهبات الطبيعية منذ التسعينيات، والاحتكارات على ساحل المحيط الأطلسي وفي السهول الشرقية (يانوس) تتحكم في الإنتاج. توفر العديد من الشركات النقل امدادات الغاز، على الرغم من أن شركتين هما شركة الغاز الوطنية لساحل الأطلسي وشركة الغاز الكولومبية تتحكمان في خطوط الأنابيب الرئيسية. باستثناء ميدلين حيث تقوم شركة المرافق العامة المحلية بتوزيع الغاز، ويتم التوزيع بشكل عام بواسطة شركات خاصة. كانت تغطية الاستخدام السكني للغاز الطبيعي في عام 2002 مانسبته 80 في المائة في بارانكويلا، و70 في المائة في بوكارامانغا و60 في المائة في بوغوتا و30 في المائة في كالي. نظرًا لارتفاع تكلفته، فإن توافر الغاز الطبيعي في المناطق الريفية يميل إلى أن يكون محدودًا. تم افتتاح خط الأنابيب عبر الكاريبي الذي يربط غرب فنزويلا بكولومبيا في أكتوبر 2007.